# Anthony Morrow
Anthony Morrow (Charlotte, 27 de setembro de 1985) é um jogador norte-americano de basquete profissional que atualmente joga pelo Chicago Bulls, disputando a National Basketball Association (NBA). Morrow não foi draftado e entrou pela Summer League em 2008, assinando contrato com o Golden State Warriors.

## Estatísticas

### Temporada regular
| Ano     | Equipe        | PJ  | PT  | MPP  | %TC  | %3P  | %TL   | RPP | APP | ROB | TPP | PPP  |
| ------- | ------------- | --- | --- | ---- | ---- | ---- | ----- | --- | --- | --- | --- | ---- |
| 2008-09 | Golden State  | 67  | 17  | 22.6 | .478 | .467 | .870  | 3.0 | 1.2 | .5  | .2  | 10.1 |
| 2009-10 | Golden State  | 69  | 37  | 29.2 | .468 | .456 | .886  | 3.8 | 1.5 | .9  | .2  | 13.0 |
| 2010-11 | New Jersey    | 58  | 47  | 32.0 | .450 | .423 | .897  | 3.0 | 1.2 | .3  | .1  | 13.2 |
| 2011-12 | New Jersey    | 62  | 18  | 26.4 | .413 | .371 | .933  | 2.0 | 1.0 | .7  | .1  | 12.0 |
| 2012-13 | Atlanta       | 24  | 1   | 12.5 | .423 | .395 | .889  | 1.1 | .4  | .5  | .0  | 5.2  |
| 2012-13 | Dallas        | 17  | 0   | 4.8  | .500 | .200 | 1.000 | .2  | .2  | .1  | .0  | 2.3  |
| 2013-14 | New Orleans   | 76  | 9   | 18.8 | .458 | .451 | .828  | 1.8 | .8  | .5  | .2  | 8.4  |
| 2014-15 | Oklahoma City | 74  | 0   | 24.4 | .463 | .431 | .888  | 2.6 | .8  | .7  | .1  | 10.7 |
| 2015-16 | Oklahoma City | 68  | 6   | 13.6 | .408 | .387 | .744  | .9  | .4  | .3  | .1  | 5.6  |
| Total   |               | 515 | 135 | 22.5 | .450 | .425 | .878  | 2.3 | .9  | .6  | .1  | 9.8  |

### Playoffs
| Ano   | Equipe        | PJ | PT | MPP | %TC  | %3P  | %TL   | RPP | APP | ROB | TPP | PPP |
| ----- | ------------- | -- | -- | --- | ---- | ---- | ----- | --- | --- | --- | --- | --- |
| 2016  | Oklahoma City | 14 | 0  | 5.4 | .458 | .357 | 1.000 | .1  | .1  | .1  | .0  | 2.6 |
| Total | Total         | 14 | 0  | 5.4 | .458 | .357 | 1.000 | .1  | .1  | .1  | .0  | 2.6 |